# Benedetto Capilupi

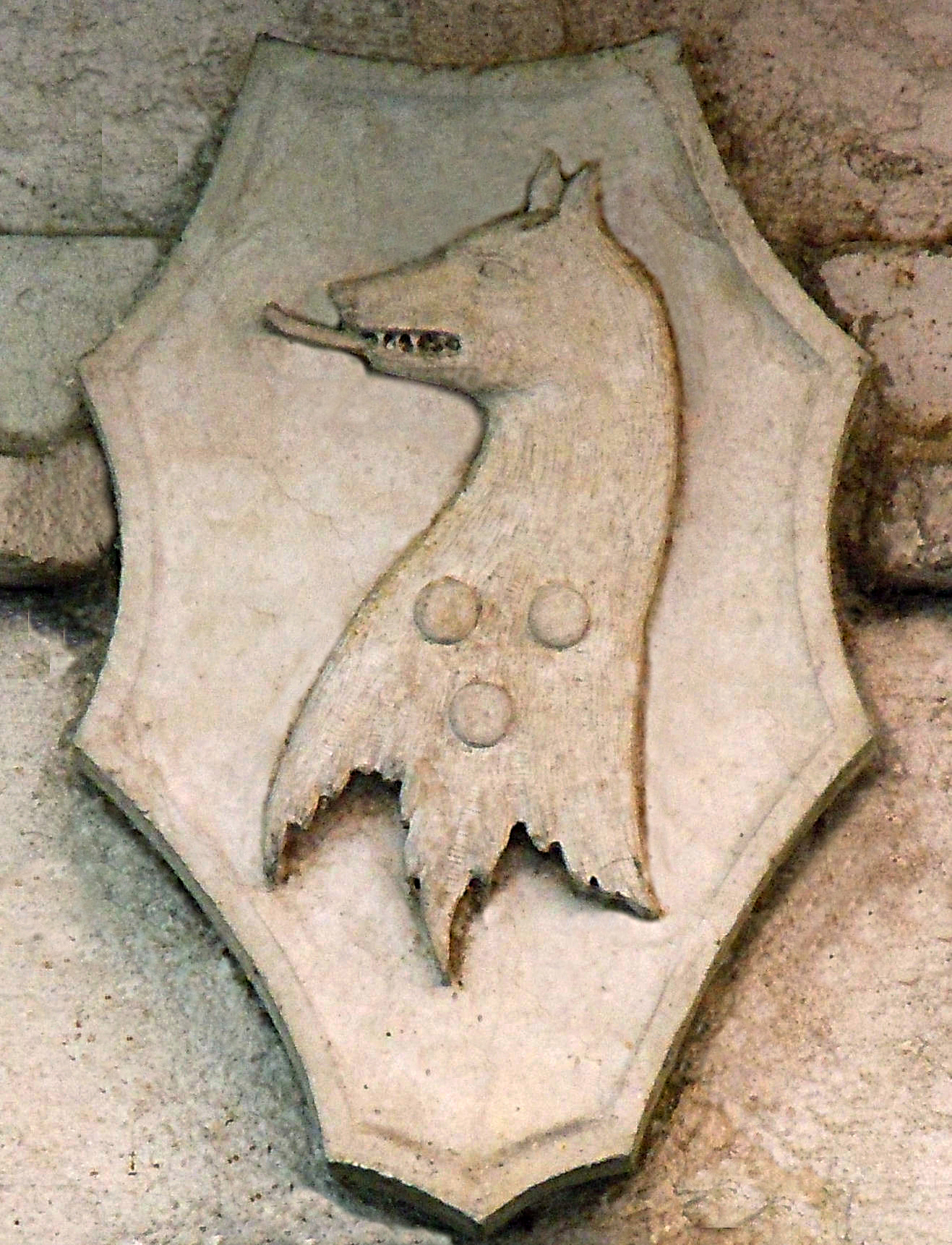
Mantova, stemma dei Capilupi

Benedetto (Benito) Capilupi (Mantova, 1461 – Mantova, 1518) è stato un diplomatico italiano, al servizio del marchesato di Mantova.

## Biografia
Figlio di Gianfrancesco e di Antonia Folengo e discendente della nobile famiglia Capilupi,  tradizionalmente legata ai Gonzaga, era segretario di stato della famiglia Gonzaga e il segretario particolare della marchesa di Mantova Isabella d'Este. 
Nel 1488 ebbe l'incarico di accompagnare a Urbino Elisabetta Gonzaga,  figlia di Federico I Gonzaga,  che contrasse matrimonio con il duca Guidobaldo da Montefeltro.
Come ambasciatore del marchese di Mantova Francesco II Gonzaga, fu spesso a Milano e residente presso il duca Ludovico Sforza, negli anni tra il 1494 e il 1499. Nel 1495, specialmente, il marchese lo inviava con l'incarico particolare di parlare alla duchessa Beatrice d'Este di alcune importanti questioni riguardanti l'assedio di Novara, dove si trovava impegnato il marchese.
Per i suoi servigi ottenne delle terre nella zona di Suzzara.
Tra il 1505 e il 1509 fu ambasciatore dei Gonzaga a Roma.
Morì nel 1518 e fu sepolto nella Chiesa di San Girolamo.

## Discendenza
Nel 1495 sposò Taddea de' Grotti e dal matrimonio nacquero nove figli, molti dei quali si distinsero nelle lettere:
- Gian Francesco (m. 1501)
- Lelio Capilupi (1497-1560), poeta e letterato;
- Alfonso (1500-1519), uomo d'armi al servizio di Francesco II Gonzaga;
- Federico (morto giovane);
- Camillo (1504-1548);
- Flavia (1509-?), sposata col nobile Vincenzo Valenti;
- Girolamo, uomo d'armi al servizio di Carlo V;
- Ippolito, (1511-1580), poeta, letterato e vescovo di Fano;
- Ascanio.